# Richard Lugar
Richard Green Lugar, född 4 april 1932 i Indianapolis, Indiana, död 28 april 2019 i Falls Church, Virginia, var en amerikansk republikansk politiker. Han var ledamot av USA:s senat från delstaten Indiana 1977–2013.
Han studerade vid Denison University och Oxfords universitet. Han var borgmästare i Indianapolis 1968-1975.
Han kandiderade redan 1974 till senaten men förlorade mot sittande senatorn Birch Bayh. Två år senare lyckades han besegra en annan sittande senator, Vance Hartke. Lugar omvaldes 1982, 1988, 1994, 2000 och 2006. I 2000 års val fick han två tredjedelar av rösterna och i 2006 års kongressval valde demokraterna att inte alls utmana Lugar. Han fick 87% av rösterna i valet mot en utmanare från Libertarian Party, Steve Osborn.
Lugar var ordförande för utrikesutskottet i USA:s senat 1985-1987 och 2003-2007. Han deltog i republikanernas primärval i presidentvalet i USA 1996 men var föga framgångsrik. Hans kampanjslogan var: "Dick Lugar, everything a President should be" ("Dick Lugar, allt som en president borde vara").
Lugar var medlem av United Methodist Church och han var av tysk härkomst. Han gifte sig 1956 med Charlene Smeltzer och paret hade fyra söner.